# Thomas Brooke junior
Thomas Brooke (* 1659 in Nottingham, Prince George’s County, Maryland; † 7. Januar 1731 in Naylor, Prince George’s County, Maryland) war ein britischer kommissarischer Kolonialgouverneur der Province of Maryland.

## Leben
Thomas Brooke war der Sohn von Thomas Brooke senior (1632–1676) und dessen zweiter Frau Eleanor Hatton (1642–1725). Er arbeitete als Pflanzer und lebte auf seinem Anwesen Brookefield im Prince George’s County. Brooke war Offizier der Miliz und stieg bis in der Rang eines Colonel auf. Zudem bekleidete er verschiedene Stellen als Richter und hatte einige Kirchenämter inne. Außerdem begann er in Maryland eine politische Laufbahn. Er gehörte zeitweise dem Oberhaus des kolonialen Parlaments und mit Unterbrechungen dem Regierungsrat (Council) an. Im Jahr 1720 war er dessen Vorsitzender. In dieser Eigenschaft musste er die Zeit zwischen den Amtszeiten der Kolonialgouverneure John Hart und Charles Calvert als kommissarischer Gouverneur überbrücken. Thomas Brooke war zwei Mal verheiratet und hatte aus der ersten Ehe, mit der um 1684 verstorbenen Anne Addison, vier Kinder. Die zweite Ehe mit Barbara Dent blieb kinderlos.